# Черёмушки (Амурская область)
Черёмушки — село в Октябрьском районе Амурской области, Россия. Входит в Мухинский сельсовет.

## География
Село Черёмушки стоит в трёх километрах от левого берега реки Ивановка (левый приток Зеи).
Село Черёмушки расположено к юго-западу от районного центра Октябрьского района села Екатеринославка, в 2 км северо-восточнее от автодороги областного значения Екатеринославка — Ивановка.
Расстояние до Екатеринославки (через Панино) — 35 км.
Расстояние до административного центра Мухинского сельсовета пос. Мухинский — 10 км (на запад).

## Население
| 2002 | 2010 | 2012 | 2013 | 2014 | 2015 | 2016 |
| ---- | ---- | ---- | ---- | ---- | ---- | ---- |
| 196  | ↘137 | ↘133 | ↘129 | ↘127 | ↘126 | ↘116 |
| 2017 | 2018 |      |      |      |      |      |
| ↗118 | ↘114 |      |      |      |      |      |